# Tranvia Grazzano-Rivergaro
La tranvia Grazzano-Rivergaro era una linea tranviaria interurbana a vapore che dal 1886 collegava Grazzano (dal 1915 Grazzano Visconti), frazione del comune di Vigolzone, e Rivergaro. Venne soppressa nel 1934 in seguito all'attivazione della ferrovia Piacenza-Bettola, realizzata in sostituzione della precedente tranvia.

## Storia
La tranvia, nata per congiungere Grazzano, stazione posta sulla tranvia Piacenza-Bettola, e Rivergaro, in val Trebbia, fu concessa alla società britannica The Piacenza Bettola and Cremona Tramway Company Limited (TPBC, nota anche come la "Società Inglese") il 30 gennaio 1886. I lavori iniziarono celermente, tanto da poter inaugurare la linea il successivo 14 giugno in concomitanza con le celebrazioni della Pentecoste. L'orario prevedeva cinque coppie di corse giornaliere, a cui si aggiungeva un'ulteriore coppia di corse prevista solo in alcuni giorni della settimana. Le corse erano in coincidenza a Grazzano con il tram proveniente da Piacenza e a Rivergaro con autocorse che risalivano la valle verso Travo e Bobbio.
A seguito dell'apertura della nuova linea venne costruita una nuova stazione a Grazzano, dotata di binari di attesa e di ricovero, uno dei quali dedicato esclusivamente al trasporto merci.
Nel 1908 le azioni della società britannica, posta in liquidazione, furono rilevate per 3 000 000 di lire dalla Società Italiana Ferrovie e Tramvie (SIFT), già concessionaria a partire dal 1906 delle tranvie Piacenza-Pianello-Nibbiano, Cremona-Lugagnano, Piacenza-Agazzano e Piacenza-Lugagnano, che diventò, quindi, a partire dal mese di dicembre assegnataria delle linee concesse alla TPBC, inclusa la Grazzano-Rivergaro.
La situazione finanziaria della SIFT, però, nel giro di alcuni anni peggiorò notevolmente a causa della costruzione delle ferrovie Cremona-Borgo San Donnino e Borgo San Donnino-Fornovo: gli ingenti capitali investiti nella realizzazione delle due linee, poi riscattate dallo stato, portarono la società nel 1921 a fare richiesta di concordato preventivo.

L'inaugurazione della stazione di Rivergaro.

Alle difficoltà finanziarie si unì l'insoddisfazione da parte dell'utenza per il servizio e la vetustà del materiale rotabile, tanto da spingere la provincia di Piacenza ad ipotizzare, nel 1924, l'elettrificazione delle linee tranviarie a vapore in servizio nel territorio. Nel 1927 la SIFT incaricò il Politecnico di Milano, nelle persone degli ingegneri Marco Semenza e Arturo Danusso, della progettazione di linee ferroviarie atte a sostituire le tranvie, tra cui la linea Grazzano Visconti-Rivergaro. Nel 1928 venne redatta una nuova convenzione da parte dell'ente provinciale che si impegnava a contribuire economicamente ai lavori di ammodernamento della rete; in questa convenzione la rete Grazzano Visconti-Rivergaro sarebbe stata convertita alla trazione ad accumulatori.
Dei progetti ferrotranviari sviluppati dalla SIFT e dalla provincia fu realizzata solo la ferrovia Piacenza-Bettola, aperta all'esercizio nel settembre 1933. La tranvia Grazzano-Rivergaro sopravvisse ancora un anno alla linea da cui si diramava: il 14 luglio 1934 la linea fu sostituita da autobus della Società Emiliana Autoservizi (SEA), azienda facente capo alla stessa SIFT.

## Caratteristiche
|  | Unused urban continuation backward |

| Unknown route-map component "uexBHF" |

|  | Unknown route-map component "uexABZgl" | Unknown route-map component "uexCONTfq" |

| Unknown route-map component "uexHST" |

| Unknown route-map component "uexHST" |

| Unknown route-map component "uexHST" |

| Unknown route-map component "uexHST" |

| Unknown route-map component "uexHST" |

| Unknown route-map component "uexHST" |

| Unknown route-map component "uexHST" |

| Unknown route-map component "uexKBHFe" |

La linea tranviaria era a binario singolo a scartamento ordinario di 1445 mm. Si sviluppava su un percorso quasi completamente pianeggiante per una lunghezza di 7,990 km, dei quali 0,435 in sede propria. Il raggio minimo di curvatura era di 40 m e la pendenza massima del 22 per mille. Così come per la tranvia Piacenza-Bettola, la velocità massima all'interno degli abitati era limitata a 12 km/h, mentre al di fuori dei centri abitati saliva a 20 km/h.

### Percorso
La linea aveva inizio a Grazzano, stazione della tranvia Piacenza-Bettola situata davanti alla portineria del castello; successivamente la linea fu deviata all'esterno del borgo, lungo il percorso della strada provinciale che attraversava Grazzano e, di conseguenza, la stazione fu ricostruita.
La linea proseguiva quindi toccando le località di Colonese, Trebbiola, Niviano, dopo erano poste due fermate, una in corrispondenza del castello e una in corrispondenza della chiesa, Ancarano, Pieve Dugliara e Diara prima di giungere alla stazione terminale di Rivergaro, dalla quale si poteva raggiungere le località di Travo, Perino, Bobbio e Ottone con delle corriera poste in coincidenza con l'arrivo dei convogli tramviari.

## Materiale rotabile

Tram in partenza per Rivergaro dalla stazione di Grazzano Visconti.

Sulla tranvia prestarono servizio locomotive a vapore cabinate di tipo tranviario, per la maggior parte bidirezionali.
A partire dal 1908, con l'assorbimento della TPBC da parte della SIFT, il materiale rotabile fu utilizzato indifferentemente su tutte le linee sociali a seconda delle esigenze contingenti senza distinzioni riguardanti la società di provenienza. Nel 1931 il parco rotabili SIFT consisteva di 37 locomotive, 68 carrozze passeggeri e 337 carri merci, di cui 73 di proprietà di varie società.
Nel 1929 fu impiegata sulla linea, così come su altre infrastrutture della provincia, un'automotrice e una rimorchiata a benzolo costruite a Milano negli stabilimenti di proprietà di Nicola Romeo su licenza della tedesca DWK, le quali riscontrarono, tuttavia uno scarso rendimento.